# Насоново (Вашкинский район)
Насоново — деревня в Вашкинском районе Вологодской области.
Входит в состав Киснемского сельского поселения, с точки зрения административно-территориального деления — в Киснемский сельсовет.
Расстояние по автодороге до районного центра Липина Бора — 50,2 км, до центра муниципального образования села Троицкое — 26,2 км. Ближайшие населённые пункты — Лунево, Наумово, Паршино.
По переписи 2002 года население — 3 человека.